# Promozione Trentino-Alto Adige 1955-1956
La Promozione fu il massimo campionato regionale di calcio disputato in Trentino-Alto Adige nella stagione 1955-1956.
A ciascun girone, che garantiva al suo vincitore la promozione in IV Serie a condizione di soddisfare le condizioni economiche richieste dai regolamenti, partecipavano sedici squadre, ed era prevista la retrocessione delle quattro peggio piazzate, anche se erano possibili aggiustamenti automatici per ripartire fra le appropriate sedi locali le squadre discendenti dalla IV Serie. Nel caso particolare, tuttavia, non essendo stata in grado la Lega Regionale Tridentina di raccogliere sufficienti iscrizioni, per garantire comunque la regolarità di questo torneo a nove squadre, si programmò la retrocessione solo dell'ultima classificata.

## Classifica finale
|  | Pos. | Squadra             | Pt | G  | V  | N | P | GF | GS | DR  |
|  | ---- | ------------------- | -- | -- | -- | - | - | -- | -- | --- |
|  | 1.   | Benacense           | 26 | 16 | 12 | 2 | 2 | 32 | 14 | +18 |
|  | 2.   | Virtus              | 21 | 16 | 8  | 5 | 3 | 23 | 14 | +9  |
|  | 3.   | Olivo               | 18 | 16 | 7  | 4 | 5 | 23 | 18 | +5  |
|  | 4.   | Bolzanese           | 16 | 16 | 6  | 4 | 6 | 20 | 16 | +4  |
|  | 5.   | Vincenzo Lancia     | 14 | 16 | 4  | 6 | 6 | 24 | 21 | +3  |
|  | 5.   | Piani               | 14 | 16 | 4  | 6 | 6 | 10 | 24 | -14 |
|  | 7.   | Laives / Leifers    | 13 | 16 | 4  | 5 | 7 | 18 | 24 | -6  |
|  | 8.   | Bressanone / Brixen | 11 | 16 | 3  | 5 | 8 | 16 | 28 | -12 |
|  | 9.   | Brunico / Bruneck   | 11 | 16 | 4  | 3 | 9 | 19 | 26 | -7  |

Verdetti
- Benacense non promossa in IV Serie per rinuncia e inadeguatezza eoonomica e finanziaria. Nessun'altra squadra accettando il ripescaggio, il posto in ascesa rimase vacante.[2]
- Bolzanese fallita e radiata dalla Federcalcio.
- Brunico retrocesso in Prima Divisione.[3]